# Бобров, Виктор Алексеевич
Виктор Алексеевич Бобров (30 апреля 1842, Ораниенбаумский уезд, Санкт-Петербургская губерния — 2 июля 1918, Петроград) — русский живописец-портретист и график, академист; старший брат живописца Алексея Боброва. Академик Императорской Академии художеств (с 1873).

## Биография
Родился 30 апреля 1842 года в Ораниенбаумском уезде Санкт-Петербургской губернии, в деревне Гатобужи.
Воспитывался в Ларинской и 2-й Санкт-Петербургской гимназиях. В 1860 году поступил в Императорскую академию художеств, где за время обучения получил пять серебряных медалей. В 1867 году оставил академию со званием классного художника 3-й степен; в следующем году, за выставленные работы, был признан классным художником 1-й степени, а в 1873 году — академиком ИАХ.

## Творчество
Бобров более или менее регулярно выставлял свои произведения на ежегодных выставках Академии начиная с 1862 года. Первыми его произведениями были так называемые «интерьеры» — картины, действие которых происходит в комнатах, с отдельными фигурами или целыми стенами. Однако затем Бобров практически полностью посвятил себя портретной живописи. Написал, в частности, портреты императоров Александра II и Петра Великого, Ф. М. Достоевского, адмирала Гейдена, художников Серова и Верещагина, медика Сеченова, министра финансов Вышнеградского, графа Киселёва, графа Валуева, мореплавателя Посьета и других. Согласно ЭСБЕ, как портретист отличался правильным рисунком и светлым колоритом.
В 1875 году Бобров, кроме того, начал заниматься созданием гравюр в технике офорта и в этой сфере достиг больших успехов. Он выполнил большое число офортов (общее их число достигало ста), некоторые — весьма крупные по размеру, оттиски которых весьма ценились коллекционерами дореволюционной России.
За успехи в развитии техники гравирования офортом на российской почве Виктор Алексеевич Бобров получил от Академии художеств две поощрительные медали. Согласно ЭСБЕ, портреты Боброва, гравированные офортом, отличались особенною мягкостью тонов и линий.
У широкой публики пользовались спросом выполненные В. А. Бобровым «женские головки» — идеализированные изображения всевозможных «цыганок» и «боярынь», которые расходились как в виде офортов, так и напечатанными на почтовых открытках. 
Помимо этого, Бобров был известен, как талантливый акварелист.

### Адреса в Санкт-Петербурге
- Кадетская линия В.О., дом 9

## Галерея
- Портрет адмирала Логина Петровича Гейдена, 1877
- Портрет художника князя Г. Г. Гагарина
- Портрет цыганской красавицы
- Новые мысли
- Женская головка
- Меланхолия невесты
- Портрет В. М. Максимова (?), 1864
- У камина

## Комментарии
1. ↑  Гатобужы[8] (Гатабужа[9]) по правому берегу р. Воронки располагалась примерно в 5 км северо-западнее Глобиц, не сохранилась, ныне — территория Копорского сельского поселения в Ломоносовском районе, Ленинградская область[10].